# YES 〜free flower〜
『YES 〜free flower〜』（イエス フリー・フラワー）は、1996年12月2日に発売されたMY LITTLE LOVERの6枚目のシングル。発売元はトイズファクトリー。

## 解説
- 『NOW AND THEN 〜失われた時を求めて〜』から2ヶ月ぶりと早いペースでリリースされた。

- 『Hello, Again 〜昔からある場所〜』以来通算2作目のオリコンシングルチャート首位を獲得。本作が最後の同チャート1位獲得作品である。また、オリコンシングルチャートでは通算600作目の1位作品でもある。

- 本作が1回目の活動休止前の最後のシングルとなった。

## 収録曲
1. YES 〜free flower〜 (5:07)
作詞・作曲・編曲:小林武史
角川書店「角川mini文庫」CMソング
映画『スワロウテイル』挿入歌。「All or Nothing」というバンドの「Free Flower」という楽曲として、劇中のヒット曲という設定になっており、オルナシ、フリフラといった略語で劇中のセリフに登場している。
2. 12月の天使達 (4:21)
作詞・作曲・編曲:小林武史
小林が音楽を担当した映画『スワロウテイル』のサウンドトラックに収録された「Heart of Hio」に詞を付け、MY LITTLE LOVERの作品として発表されたもの。
このシングルバージョンはアルバム未収録。
3. YES 〜free flower〜 (instrumental) (5:06)
作曲・編曲:小林武史

## 収録アルバム
- PRESENTS (#1)
- NEW ADVENTURE (#2、アルバムバージョン)
- singles (#1)
- Best Collection (#1)